# Regia

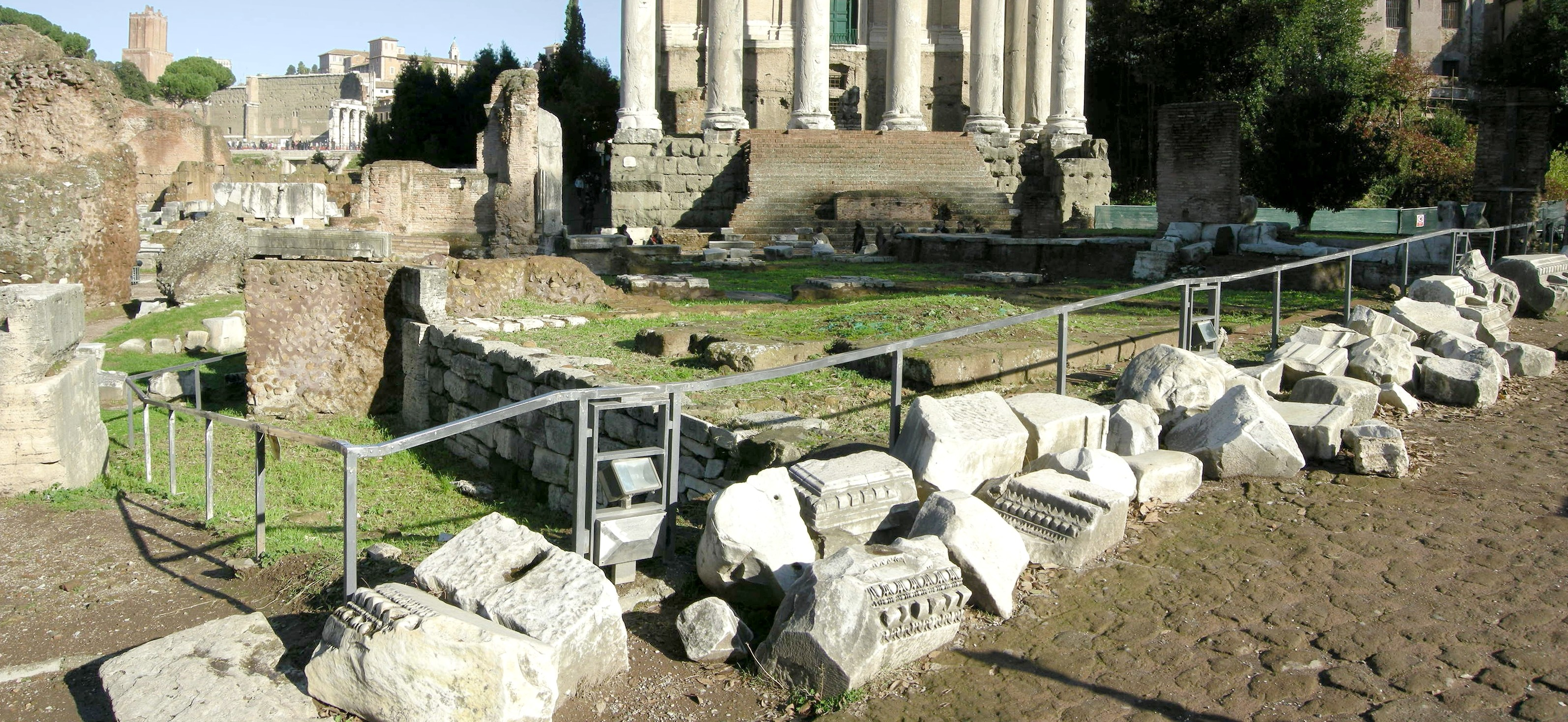
Ruinerna efter Regia.

Regia, beläget på Forum Romanum i Rom, var ursprungligen ett kungaresidens. Efter införandet av den romerska republiken år 509 f.Kr. blev Regia översteprästens ämbetslokal; denne övertog kungens religiösa funktioner, och komplexet har behållit sin grundform genom alla senare ombyggnader. 
Översteprästen, pontifex maximus, hade sin bostad i ett hus intill, vilket ingick i vestalernas komplex. Vestalernas hus och Vestatemplet hörde funktionellt ihop med Regia, i templet vårdade de heliga jungfrurna den eviga elden och ett antal heliga föremål som garanterade nationens säkerhet. Bland dessa fanns det så kallade Palladiet, bilden av Pallas Athena, som Aeneas fört med sig från det brinnande Troja.
Av det äldsta komplexet återstår endast Regias grundmurar: ett triangulärt område med en svit av rum längs Via Sacra och en muromgiven trädgård. Vestalernas komplex förnyades av Nero och hans efterträdare.